# Jacques Derrida
Jacques Derrida (15 tháng 7 năm 1930 - 9 tháng 10 năm 2004) là một nhà triết học người Pháp, ông sinh ở Algérie thuộc Pháp. Derrida đã phát triển lý thuyết phê phán được biết đến là giải cấu trúc (déconstruction), các tác phẩm của ông được gọi là hậu cấu trúc luận và có gắn với triết học hậu hiện đại.
Derrida xuất bản tổng cộng 40 cuốn sách, cùng rất nhiều bài luận và những phát ngôn công luận. Những tác phẩm của ông đều có ảnh hưởng lớn tới nhân loại, đặc biệt là trong các lĩnh vực nhân chủng học, xã hội học, luật học, ký hiệu học, lý thuyết văn học và những nghiên cứu về văn hóa nói chung. Ông có ảnh hưởng sâu rộng ở châu Âu đại lục, Nam Mỹ và những quốc gia có triết học lục địa phổ biến. Ông là nhân vật được bàn luận nhiều trong bản thể luận, nhận thức luận, đạo đức học, mỹ học, thông diễn học và triết học ngôn ngữ.
Các tác phẩm của Derrida cũng được xem có sức ảnh hưởng tới kiến trúc, âm nhạc, nghệ thuật đồ nhựa, phê bình nghệ thuật. Về cuối đời, ông thường xuyên bàn luận những chủ đề về chính trị và đạo đức, các tác phẩm của ông có ảnh hưởng tới rất nhiều nhà hoạt động và các phong trào chính trị.
Tấm ảnh hưởng rộng lớn khiến Derrida trở thành một nhân vật văn hóa nổi tiếng, trong khi đó ông cũng là nhân vật gây tranh cãi bởi cách tiếp cận triết học và độ khó của các tác phẩm của mình.

## Tiểu sử

### Thời thơ ấu ở Algeria
Jacques Derrida là con trai thứ ba của Aimé Derrida và Georgette Sultana Esther Safar , Aimé là một người Do Thái gốc Sephardic. Georgette đến từ một gia đình Do Thái ở Algeria mà tổ tiên của họ, định cư từ nhiều thế hệ trên đất nước này, đã nhận quốc tịch Pháp khi có sắc lệnh Crémieux (décret Crémieux) ban hành năm 1870.  Jacques Derrida là anh em họ của nhà vật lý học Bernard Derrida.
Ông lớn lên ở Algeria (thời kì thuộc Pháp) và phải tuân theo bộ luật của chính phủ Vichy vào năm 1940, theo đó gia đình ông bị tước quốc tịch Pháp trong hai năm. Từ năm 1935 đến 1941, ông học mẫu giáo và tiểu học tại El-Biar. Thời đó, những đứa trẻ phải thể hiện sự gắn bó của mình với Quốc trưởng (Maréchal) theo nhiều cách. Derrida, do là một người Do Thái, phải để người đứng thứ hai trong lớp đứng vào vị trí giơ cờ của mình. Anh trai và em gái của ông đã bị đuổi học vì lý do tương tự. Năm 1941, chính ông cũng bị đuổi khỏi trường trung học Ben Aknoun và ông đã đăng ký học tại trường trung học Émile-Maupas cho đến năm 1943. Nhưng ông không thể chịu được bầu không khí cộng đồng ở đây. Ông trở lại trường trung học Ben Aknoun vào năm 1944.
Như vậy, Derrida đã trải qua một đời học sinh đầy biến cố. Ông coi những người thành phố (les métropolitains) như những kẻ áp bức và đánh giá (oppresseurs et normatifs), những kẻ áp đặt chuẩn mực và áp đặt đạo đức (normalisateurs et moralisateurs). Ưa vận động, ông tham gia vào nhiều cuộc thi thể thao và ước mơ trở thành một cầu thủ bóng đá chuyên nghiệp. Vào thời gian này, ông cũng tìm hiểu một số nhà văn và triết gia như Jean-Jacques Rousseau, Friedrich Nietzsche, André Gide và Albert Camus, và bắt đầu viết nhật ký. Năm 1947-1948, trong lớp triết học tại trường trung học phổ thông Gautier ở Algiers, ông đã đọc Bergson và Sartre. Năm 1948, học văn học cao cấp tại trường trung học phổ thông Bugeaud, việc đọc Kierkegaard và Heidegger để lại ấn tượng đối với ông. 

### Những năm được đào tạo tại Pháp
Năm 1949, ông chuyển đến Paris và theo học dự bị đại học (première supérieure) tại trường Lycée Louis-le-Grand. Ở đó, ông kết bạn với Pierre Bourdieu, Lucien Bianco, Michel Deguy và Louis Marin.
Giáo viên triết học của ông, Étienne Borne, nhận thấy rằng các bài luận của ông mang tính chất của Plotin (plotiniennes). Sau hai lần thất bại, năm 1952, ông vào được Trường Sư phạm Paris (École Normale Supérieure de Paris- ENS). Tại đây, ông gặp Louis Althusser, khi đó là trợ giảng (agrégé-préparateur). Derrida tham gia tích cực vào các nhóm cực tả mà không chia sẻ lý tưởng về chủ nghĩa cộng sản.
Sau khi lấy bằng cử nhân văn chương (licence en lettres) tại khoa văn học Paris, vào các năm 1953-1954, ông đến Khu lưu trữ về Husserl (Archives Husserl) tại Louvain.  Ông lấy bằng cao học triết học với luận án về Vấn đề nguồn gốc trong triết học của Husserl (Le problème de la genèse dans la philosophie de Husserl) , mang ảnh hưởng từ các công trình của Jean Hyppolite, Trần Đức Thảo và Jean Cavaillès. Ông theo học các khóa học của Michel Foucault.
Đạt hạng mười bốn trong cuộc thi công chức giáo dục (concours d'agrégation) ngành triết học [của Pháp .ND] năm 1956  sau thất bại vào năm trước đó (1955), ông đến Đại học Harvard với tư cách một special auditor.
Ông bắt đầu dịch và giới thiệu Nguồn gốc của hình học (L'Origine de la géométrie) của Husserl. Tháng sáu năm 1957, ông kết hôn với Marguerite Aucouturier, nhà phân tâm học ông gặp năm 1953 thông qua người anh trai lúc đó đang học cùng ông tại Trường Sư Phạm (ENS).
Ông thực hiện nghĩa vụ quân sự từ năm 1957 đến năm 1959 (trong chiến tranh Algeria), trong tư cách là giáo viên trong một trường học dành cho trẻ em của quân đội gần Alger.  Ông thường gặp Pierre Bourdieu ở Algiers. Ông lên án chính sách thuộc địa của Pháp và mơ đến một hình thức độc lập cho Algeria, nơi người Algeria và người Pháp của Algeria  cùng chung sống.
Năm 1959, Derrida được phân về dạy lớp văn học cấp cao (lettres supérieures) tại trường trung học phổ thông Montesquieu ở Le Mans và được mời tham dự vào thập kỷ đầu tiên của Cerisy-la-Salle (chuỗi hội thảo mà ông đã được mời bốn lần). Ông có chuyến đi đầu tiên đến Praha để thăm gia đình vợ.
Năm sau đó, ông trở thành trợ giảng tại Khoa văn học Paris (Faculté des lettres de Paris). Ông giảng dạy tại đó cho đến năm 1964 ("triết học tổng quan và logic" - philosophie générale et logique). Ông xuất bản [các bài báo hay các công trình nghiên cứu (?) .ND] trên các tạp chí Phê bình (Critique) và Tel Quel (nơi đóng góp đầu tiên của ông là từ năm 1965), kết bạn với Philippe Sollers và thường xuyên lui tới Robert Antelme, Pierre Boulez, Jean Genet, Pierre Klossowski, Francis Ponge và Nathalie Sarraute. Năm 1968, ông gặp nhà triết học Sarah Kofman, người mà ông đã phát triển một (une collection) (mà Philippe Lacoue-Labarthe và Jean-Luc Nancy cũng có đóng góp) và thành lập Greph (Nhóm Nghiên cứu về Giáo dục Triết học).
Năm 1963, con trai đầu lòng của ông với Marguerite Aucouturier, tên Pierre, ra đời. Cùng năm đó, ông đã chủ trì một hội thảo về Michel Foucault tại Trường Triết học (Collège philosophique), với sự hiện diện của ông [Foucault .ND], nơi ông phê phán cuốn sách về sự điên rồ của Foucault dưới góc nhìn của Descartes  . Ông gặp Hélène Cixous, người mà ông sẽ duy trì một tình bạn lâu dài và chia sẻ nhiều hoạt động khác nhau cả về chính trị lẫn trí tuệ, chẳng hạn như những [hoạt động .ND] khởi đầu cho Đại học Paris-VIII, Trung tâm quốc gia về văn học [của Pháp .ND] (Centre national des lettres) (ngày nay là Trung tâm quốc gia về sách [của Pháp .ND] (Centre national du livre) - 1981-1983 -, Nghị viện Quốc tế của các nhà văn, Ủy ban chống chủ nghĩa phân biệt chủng tộc, hay những hội thảo tại Trường Triết học Quốc tế (Collège international de philosophie). Họ cùng xuất bản một số ấn phẩm chung hoặc liên kết, chẳng hạn như Voiles, với các bức vẽ của Ernest Pignon-Ernest, (Galilée, 1998), Chân dung Jacques Derrida như một vị thánh Do Thái trẻ tuổi (Portrait de Jacques Derrida en jeune saint juif - Galilée, 2001), HC pour la vie, c’est-à-dire… (Galilée, 2002). Năm 1964, ông nhận được giải thưởng về nhận thức luận (giải thưởng Jean Cavaillès) cho bản dịch và chú giải Nguồn gốc Hình học của Edmund Husserl.  Sau đó, ông được bổ nhiệm làm giảng viên (maître-assistant) lịch sử triết học tại Trường Sư phạm Paris (ENS) theo lời đề nghị của Althusser và Jean Hyppolite . Ông giữ chức vụ này trong hai mươi năm.

### Những thành công đầu tiên và sự phát minh ra "giải cấu trúc" (déconstruction)
- Năm 1967, ông có một bài giảng tại Société française de Philosophie về sự khcá biệt [sic] và xuất bản ba cuốn sách quan trọng đầu tiên của mình: Về ngữ pháp, Chữ viết và sự khác biệt, Giọng nói và hiện tượng (De la grammatologie, L'écriture et la différence, La voix et le phénomène). Ông thường kề vai sát cánh với Edmond Jabès, Gabriel Bounoure và Maurice Blanchot và dần dần kết nối với Jean-Luc Nancy, Philippe Lacoue-Labarthe và Sarah Kofman. Nhà xuất bản Galilée được thành lập vào thời gian này và trở thành nơi phát ngôn cho giải cấu trúc. Năm 1967, con trai thứ hai của ông, Jean, chào đời. Derrida và gia đình định cư ở Ris-Orangis .

- Derrida tham gia các cuộc diễu hành vào tháng 5 năm 1968 và tổ chức đại hội đồng đầu tiên tại Trường sư phạm Paris. Ông được chào đón nồng nhiệt tại Hoa Kỳ. Ông giảng dạy tại nhiều trường đại học tại đây  khi công việc của ông gặp phải sự phản đối mạnh mẽ ở Pháp [22] .

- Năm 1970, cha ông, Aimé, qua đời vì bệnh ung thư ở tuổi 74.

- Năm 1971, sau chín năm vắng bóng, ông trở lại Algeria để giảng dạy và tổ chức hội thảo.

- Năm 1974, ông thành lập Nhóm Nghiên cứu về Giáo dục Đại học Triết học và cam kết chống lại Luật Haby .

- Năm 1975, ông trở thành giáo sư thỉnh giảng tại Đại học Yale và sau đó là Đại học Cornell với vị trí "Andrew Dickson White Professor-at-Large".

- Năm 1977, ông ký Đơn thỉnh cầu của Pháp chống lại đa số giới tính gửi tới Quốc hội, kêu gọi bãi bỏ một số điều khoản của Bộ luật Hình sự về đa số giới tính và loại bỏ tất cả các quan hệ đồng thuận giữa người lớn và trẻ vị thành niên dưới mười lăm tuổi (đa số tình dục ở Pháp) với René Scherer, Gabriel Matzneff, Tony Duvert, Louis Althusser, Jean-Paul Sartre và Simone de Beauvoir, André Glucksmann, Roland Barthes, Guy Hocquenghem, Jean Danet, Alain Robbe-Grillet, Philippe Sollers và Françoise Dolto .

- Năm 1978, Jacques Derrida dạy Trạng thái tổng quan của triết học tại Sorbonne. Ông tham gia ngày một nhiều hơn vào các hoạt động chính trị, lĩnh vực mà ông dường như đã tránh xa trong hoạt động nghề nghiệp của mình (ông vẫn ở ẩn từ các sự kiện của tháng 5 năm 1968) [23]. Cũng vậy, ông ủng hộ sự nghiệp dân chủ ở Nam Phi suốt cuộc đời mình. Một trong những văn bản cuối cùng của ông, in articulo mortis, được dành cho chủ đề hòa giải (Ủy ban Sự thật và Hòa giải - Commission de la vérité et de la réconciliation).

- Năm 1980, Derrida bảo vệ luận án[24] tiến sĩ cấp Nhà nước tại Đại học Paris-I trên cơ sở tập hợp các công trình cũ từ những năm 1967 đến 1972 [25] với mục đích ứng tuyển vị trí giáo sư tại Đại học Paris-Nanterre, vốn đang bị bỏ trống bởi sự ra đi của Paul Ricœur. Tuy nhiên, bộ trưởng Alice Saunier-Séïté đã bãi bỏ vị trí này.

- Năm 1981, ông cùng với Jean-Pierre Vernant thành lập hiệp hội Jean-Hus, tổ chức hỗ trợ các trí thức bất đồng chính kiến người Séc. Ông bị bắt và bị giam trong một thời gian ngắn ở Praha khi kết thúc một cuộc hội thảo được tổ chức bí mật. François Mitterrand đã can thiệp để trả tự do cho ông.

### Triết gia nổi tiếng thế giới
Ông thành lập Trường cao đẳng quốc tế về triết học (Collège international de philosophie) vào năm 1983 cùng với François Chatelet, Jean Pierre Faye và Dominique Lecourt.
Năm 1984, trong khi vẫn là một giảng viên, ông trở thành Giám đốc nghiên cứu của Trường nghiên cứu cao cấp về khoa học xã hội (École des hautes études en sciences sociales).
Năm 1984, con trai thứ ba của ông, Daniel Agacinski, được sinh ra từ mối quan hệ ngoài giá thú với Sylviane Agacinski.
Ông trở thành Giáo sư ưu tú (Distinguished Professor) về triết học, tiếng Pháp và văn học so sánh tại Đại học California ở Irvine (Hoa Kỳ) từ năm 1986.
Ngày 5 tháng 12 năm 1991, mẹ ông mất. Những tháng cuối đời của bà đã truyền cảm hứng cho Derrida viết một bản tự truyện xen lẫn hồi tưởng theo phong cách Augustinô: Circumfession . Cùng năm đó, Pierre Bourdieu và Yves Bonnefoy đã vận động để Derrida được bầu vào Collège de France, nhưng đã có một làn sóng kịch liệt phản đối việc ứng cử của ông và ông bị từ chối.
Năm 1993, ông xuất bản Những bóng ma của Marx (Specters of Marx), đôi khi được xem là một bước trong quá trình chính trị hóa của ông. 
Năm 1995, Derrida là thành viên của ủy ban hỗ trợ tranh cử tổng thống của Lionel Jospin. Ông từ chối trở lại vào năm 2002 chủ yếu do không đồng ý với chính sách về nhập cư của chính phủ xã hội chủ nghĩa.
Năm 2002, Derrida và René Scherer ủng hộ Pierre Bourdieu trong cuộc tranh luận về vấn đề hiếu khách (hospitalité).
Từ năm 2003, do mắc ung thư tuyến tụy, Jacques Derrida đã giảm đáng kể các hoạt động của mình. Ông mất ngày 9/10/2004 tại một bệnh viện quận 5 Paris, ở tuổi 74. Ông được được an táng tại nghĩa trang Ris-Orangis.